# Peñón Viejo (estación)
Peñón Viejo es una de las estaciones que forman parte del Metro de Ciudad de México, perteneciente a la Línea A. Se ubica al oriente de la Ciudad de México, en la alcaldía Iztapalapa.

## Información general
Esta estación es llamada así por estar cerca del cerro "Peñón del Marqués" conocido también como Peñón Viejo. Su símbolo es un peñón, basado en la forma como los aztecas representaban algunos peñones; según el plano reconstructivo de la región del Tenochtitlán de Luis González Aparicio.
Cerro situado al noreste del Cerro de la Estrella y al sureste del Peñón de los Baños, en tiempos prehispánicos fue un islote del Lago de Texcoco llamado Tepepolco. Moctezuma Xocoyotzin lo utilizó como lugar de descanso.
En tiempos de la colonia (1521 para ser exactos) cambio de nombre, debido durante la ocupación de Tenochtitlán, Hernán Cortés instaló ahí su cuartel general. Este cerro marcaba el límite urbano de la Ciudad de México pero en la década de los 60's del siglo XX fue víctima de la mancha urbana.

## Afluencia
El número total de usuarios para 2014 fue de 4,088,081 usuarios, el número de usuarios promedio para el mismo año fue el siguiente:
| Tipo de día   | Afluencia promedio |
| ------------- | ------------------ |
| Día festivo   | 6,709              |
| Día laboral   | 12,210             |
| Fin de semana | 9,141              |
| Anual         | 11,200             |

La siguiente tabla muestra la afluencia de la estación en los últimos 10 años:
| Afluencia Anual de Pasajeros | Afluencia Anual de Pasajeros | Afluencia Anual de Pasajeros | Afluencia Anual de Pasajeros | Afluencia Anual de Pasajeros | Afluencia Anual de Pasajeros |
| ---------------------------- | ---------------------------- | ---------------------------- | ---------------------------- | ---------------------------- | ---------------------------- |
| Año                          | Afluencia                    | A Diario                     | Ranking                      | Incremento                   | Ref.                         |
| 2023                         | 4,482,986                    | 12,282                       | 106°/195                     | +1.40%                       | [ 3 ]                        |
| 2022                         | 4,421,246                    | 12,113                       | 96°/175                      | +33.54%                      | [ 4 ]                        |
| 2021                         | 3,310,816                    | 9,070                        | 96°/195                      | +21.39%                      | [ 5 ]                        |
| 2020                         | 2,727,511                    | 7,472                        | 127°/195                     | -45.73%                      | [ 6 ]                        |
| 2019                         | 5,025,958                    | 13,769                       | 129°/195                     | +7.89%                       | [ 7 ]                        |
| 2018                         | 4,658,352                    | 12,762                       | 131°/195                     | +4.05%                       | [ 8 ]                        |
| 2017                         | 4,477,026                    | 12,265                       | 135°/195                     | -0.31%                       | [ 9 ]                        |
| 2016                         | 4,490,782                    | 12,269                       | 134°/195                     | +27.57%                      | [ 10 ]                       |
| 2015                         | 3,520,118                    | 9,644                        | 140°/195                     | -23.62%                      | [ 11 ]                       |
| 2014                         | 4,608,747                    | 12,626                       | 126°/195                     | -4.33%                       | [ 12 ]                       |

### Salidas de la estación
- Norte: Calzada Ignacio Zaragoza entre Calle Marcos López Jiménez y Avenida República Federal Norte, Colonia Zona Urbana Ejidal Santa Martha Acatitla Norte.
- Sur: Calzada Ignacio Zaragoza entre Calle Luis Jasso y Avenida República Federal Sur, Colonia Zona Urbana Ejidal Santa Martha Acatitla Sur.